# Ali Beratlıgil
Ali Beratlıgil (İzmit, 21 ottobre 1931 – Istanbul, 1º febbraio 2016) è stato un calciatore e allenatore di calcio turco, di ruolo difensore.